# Heavy Metal Kids
The Heavy Metal Kids es un grupo de rock inglés, formado en 1972 en Londres, por el cantante y actor Gary Holton.

## Carrera
La banda nació en 1972, compuesta por el cantante Gary Holton, el tecladista Danny Peyronel, el bajista Ronnie Thomas, los guitarristas Cosmo & Mickey Waller y el baterista Keith Boyce. 
El nacimiento de los Kids se debió a la fusión de los grupos Heaven y Biggles. El nombre de la banda se atribuye a la novela de William S. Burroughs Nova Express.
Al poco tiempo consiguen un contrato discográfico con Atlantic Records, bajo la producción de Dave Dee, esta formación lanzó su álbum debut homónimo en 1974, el cual incluye una canción del músico argentino Ricardo Soulé, co-compuesta con Peyronel, "It's the Same".
Poco después Mickey Waller deja Heavy Metal Kids.
Durante las sesiones del segundo disco, Anvil Chorus en 1975, el cual fue producido por Andy Johns, Danny Peyronel recibe una oferta de unirse al grupo UFO, y tras grabar el álbum se retira de la banda, siendo suplantado por John Sinclair.
Tras esto Cosmo también se aleja del grupo, siendo reemplazado por el guitarrista Barry Paul, al tiempo que fichan para RAK Records (subsidiaria de EMI manejada por Mickie Most) y graban su tercer álbum de estudio Kitsch producido por el mismo Most, que aparece en 1977.
Luego John Sinclair se retira del grupo para unirse a Uriah Heep, siendo reemplazado por Jay Williams, quién continuó con la banda hasta su disolución en 1978.

## Regreso y años 2000
Más allá de rupturas temporales, eventualidades, y el fallecimiento de su fundador, cantante y líder, Gary Holton, en 1985 por sobredosis, el grupo sigue activo al día de hoy, siendo su última encarnación marcada por la edición del álbum de estudio Hit the Right Button, de 2003, con el tecladista y cantante Danny Peyronel como líder, quién permaneció con la banda hasta 2010 donde retomó su carrera solista, la cual había empezado en 2005.
En octubre de 2010, los Heavy Metal Kids comenzaron un tour con la nueva formación tras el segundo alejamiento de Peyronel, presentando a John Altman como cantante, Ronnie Thomas (único miembro estable) en bajo, Cosmo en guitarra, Keith Boyce como baterista y Justin McConville como guitarrista rítmico y tecladista, a quienes se unió momentáneamente el cantante de L.A. Guns Phil Lewis.

## Discografía

### Álbumes de estudio
- Heavy Metal Kids (1974)
- Anvil Chorus (Como The Kids, 1975)
- Kitsch (1977)
- Hit The Right Button (2003)

### Otras ediciones
- Chelsea Kids (Compilado) (1987)
- Live and Loud!! (En vivo) (1988)
- By Appointment... Best of the Old Bollocks (Compilado) (2004)
- In Concert at the BBC: 4th August 1977 (En vivo) (2009)

### DVD
- Delirious, Classic Kids Capers (2006)
- Heavy Metal Kids With Phil Lewis Live at Camden Underworld (2011)